# Orosdi-Back
Orosdi-Back är ett svenskt bokförlag som publicerar böcker med prosa, konst, tecknade serier och satir. Förlaget startades 2010 av förläggaren Thomas Olsson och författaren Eric Ericson. Sedan 2021 ägs Orosdi-Back av förlaget Kaunitz Olsson. Namnet Orosdi-Back och den karakteristika symbolen föreställande en cyklande elefant kommer ursprungligen från ett varuhus i Egyptens huvudstad Kairo. Varför förlaget har samma namn och symbol som det nedlagda varuhuset är inte känt.  
Förlaget har bland annat publicerat Stefan Jarl, Lars Arrhenius, Nina Hemmingsson, Tomas Lappalainen, Lena Svedberg, Carl Johan De Geer, Martin Kellerman, Eric Ericson och Le Gun.

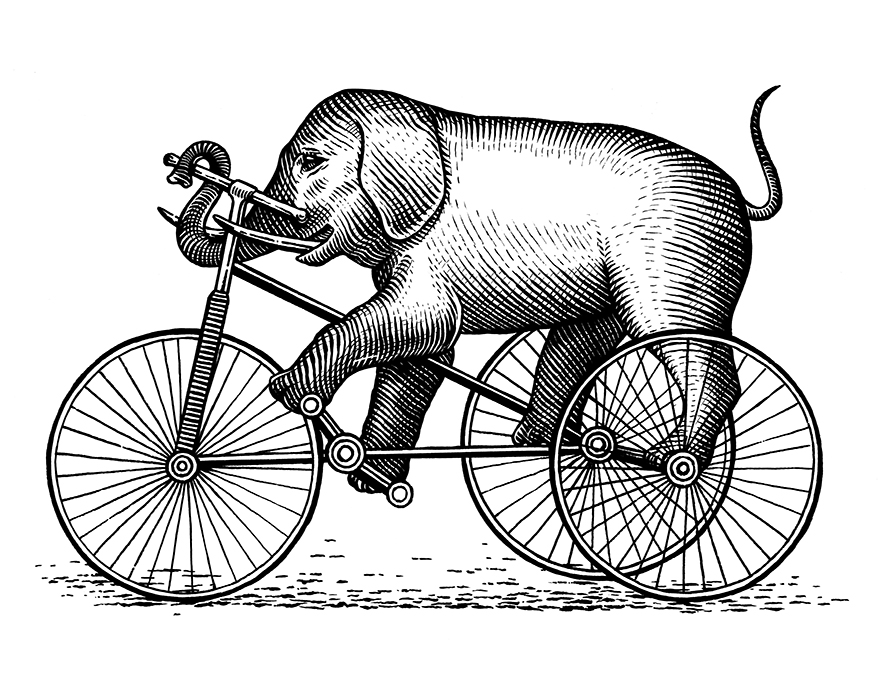
Orosdi-Backs symbol